# Suhasini Maniratnam
Suhasini Maniratnam, nom de scène Suhasini, née le 15 août 1961 à Paramakudi (en), est une actrice du cinéma indien, connue pour ses œuvres dans les films tamouls, télougous, malayalams et kannadas. Elle a fait ses débuts au cinéma, en 1980, avec le film tamoul Nenjathai Killathe (en), pour lequel elle a remporté le Tamil Nadu State Film Award (en) de la meilleure actrice. Suhasini a aussi remporté le National Film Award de la meilleure actrice pour le film tamoul Sindhu Bhairavi (en), en 1986,.
Elle a également reçu deux Kerala State Film Awards, trois Filmfare Awards de la meilleure actrice kannada, un Filmfare Award de la meilleure actrice télougou, un Tamil Nadu State Film Awards et un Nandi Award. 

## Biographie
Suhasini Maniratnam est la deuxième enfant de trois sœurs, fille de l'acteur-avocat Charuhasan (en) et de Komalam. Elle est née à Paramakudi (en). Sa sœur Nandhini est médecin, tandis que Subhashini enseigne la littérature anglaise. Plusieurs membres de la famille - dont les jeunes frères de son père, le producteur Chandrahasan (en) et l'acteur et personnalité politique Kamal Haasan - ont activement participé à l'industrie du cinéma tamoul. Ses cousines Anu Hasan (en), Shruti Haasan et Akshara Haasan sont également devenues des actrices depuis.